# Gelbgrüner Winkelspanner

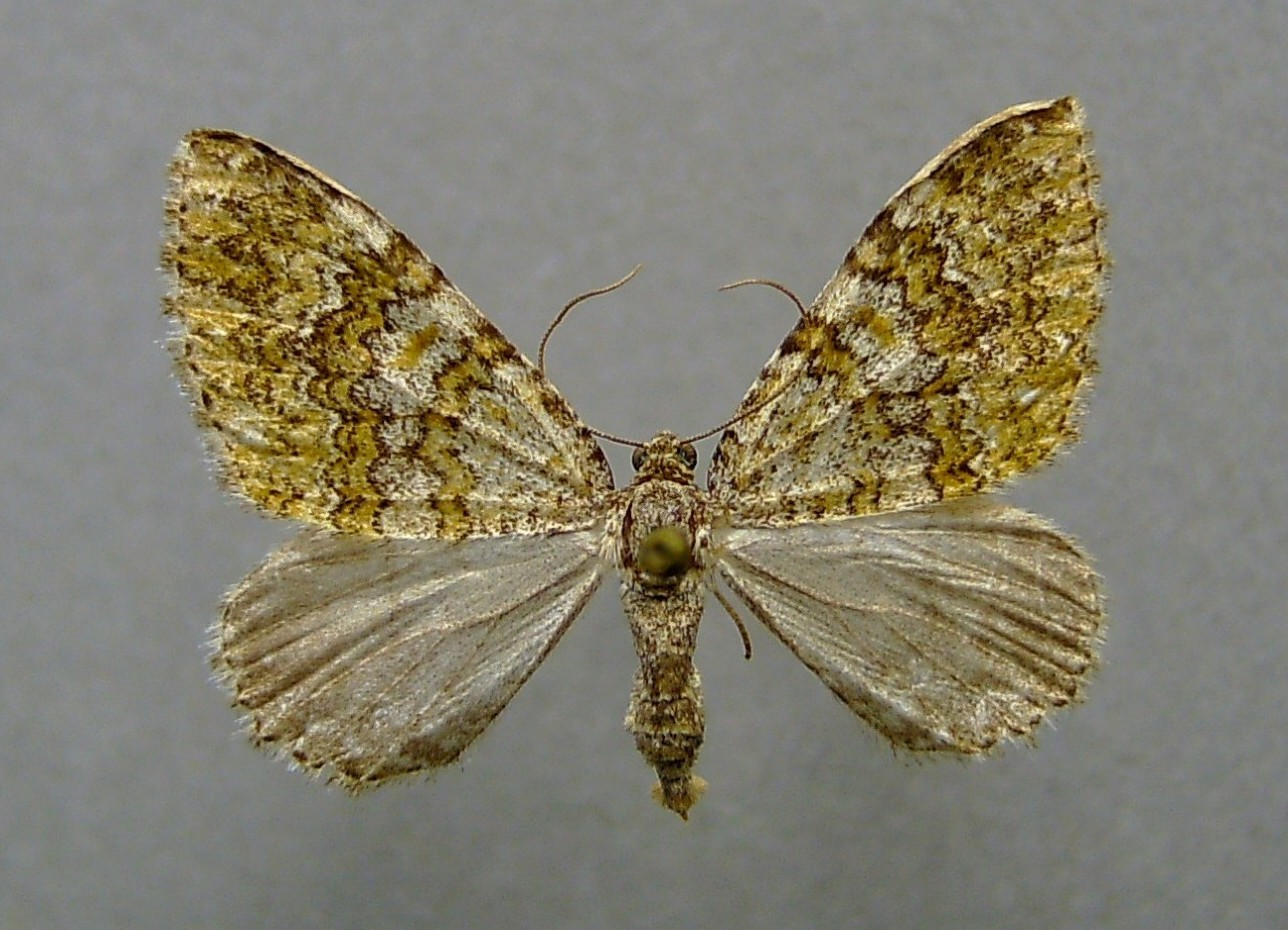
Gelbliche Farbvariante des Gelbgrünen Winkelspanners (Euphyia frustata)

Der Gelbgrüne Winkelspanner (Euphyia frustata), auch Hornkraut-Blattspanner oder Hornmieren-Blattspanner genannt, ist ein Schmetterling (Nachtfalter) aus der Familie der Spanner (Geometridae).

## Merkmale

### Falter
Die Flügelspannweite der Falter beträgt 28 bis 34 Millimeter. Die Grundfarbe der Vorderflügel variiert von graugrün über moosgrün und gelbgrün bis zu gelbbraun oder gelborange. Sie sind mit zahlreichen gewellten Querlinien versehen, die meist doppelt angelegt und dunkel gefüllt sind. Das Mittelfeld hebt sich heller ab und zeigt einen länglichen Diskalfleck. Das Saumfeld ist verdunkelt und von einer helleren Wellenlinie durchzogen. Die Hinterflügel haben eine grauweiße Farbe. Querlinien sind zumeist undeutlich oder verloschen. Die Saumlinie wird aus kleinen schwarzen Punkten gebildet.

### Ei
Das Ei ist zunächst weiß, später rosa getönt und mit roten Flecken versehen. Es ist von einem nahezu viereckigen Netzwerk überzogen und zeigt an der Seite starke Vertiefungen. Die Mikropylrosette ist vierblättrig.

### Raupe
Erwachsene Raupen sind auf dem Rücken rötlich bis bräunlich und an den Seiten lehmgelb gefärbt und zeigen auf den ersten drei Segmenten dunkle, unterbrochene Rücken- und Nebenrückenlinien.

### Puppe
Die gedrungene Puppe ist rotbraun gefärbt und am Abdomen mit Punkten versehen. Der Kremaster ist kegelförmig und durch zwei längere, divergierende Borsten am Ende sowie mehreren kürzeren an den Seiten gekennzeichnet.

## Geographische Verbreitung und Vorkommen
Das Vorkommen des Gelbgrünen Winkelspanners erstreckt sich von Nordafrika durch den gesamten Mittelmeerraum bis nach Kleinasien. In Mitteleuropa ist er nur sehr lokal anzutreffen und fehlt in Nordeuropa und auf den Britischen Inseln. Die Höhenverbreitung der Art liegt in  den Alpen zwischen 500 und 2000 Metern. Sie bevorzugt felsenreiche Trockenrasenflächen, Geröllhalden und steinige Täler.

## Lebensweise
Die nachtaktiven Falter bilden in der Regel eine Generation, die in den Monaten Juli bis September fliegt. In klimatisch günstigen Regionen erscheinen hingegen zwei Generationen, die von Ende April bis Ende Juni sowie von Mitte Juli bis Ende September zu finden sind. Am Tage ruhen die Falter mit Vorliebe unter überhängenden Felsen. Nachts besuchen sie gerne künstliche Lichtquellen. Die Raupen ernähren sich überwiegend von den Blättern von Hornkraut- (Cerastium), Mieren- (Minuartia), Sternmieren- (Stellaria) und Labkrautarten (Galium). Die Art überwintert als Puppe.

## Gefährdung
Der Gelbgrüne Winkelspanner wird auf der Roten Liste gefährdeter Arten in Deutschland als „stark gefährdet“ geführt, in Bayern ist er „gefährdet“. In Baden-Württemberg kommt er zwar an einigen Plätzen zuweilen zahlreich vor, der Gefährdungsstatus muss jedoch noch geklärt werden.

## Unterarten
Folgende Unterarten sind bekannt:
- Euphyia frustata frustata
- Euphyia frustata fulvocinctata
- Euphyia frustata griseoviridis